# Plażowe igrzyska azjatyckie
Plażowe igrzyska azjatyckie – międzynarodowa impreza sportowa organizowana w różnych krajach Azji co dwa lata. Igrzyska te są organizowane przez Azjatycką Radę Olimpijską (OCA), pod nadzorem Międzynarodowego Komitetu Olimpijskiego (MKOl). Pierwsza edycja tych zawodów odbyła się na wyspie Bali w Indonezji w 2008 roku.

## Lista Plażowych Igrzysk Azjatyckich
Liczby w nawiasach oznaczają liczbę zdobytych złotych medali.
| Rok  | Igrzyska | Gospodarz | I miejsce      | II miejsce     | III miejsce          |
| ---- | -------- | --------- | -------------- | -------------- | -------------------- |
| 2008 | I        | Bali      | Indonezja (23) | Tajlandia (10) | Chiny (6)            |
| 2010 | II       | Maskat    | Tajlandia (15) | Chiny (12)     | Oman (5)             |
| 2012 | III      | Haiyang   | Chiny (14)     | Tajlandia (13) | Korea Południowa (6) |
| 2014 | IV       | Phuket    | Tajlandia (56) | Chiny (16)     | Korea Południowa (9) |
| 2016 | V        | Nha Trang | Wietnam (52)   | Tajlandia (36) | Chiny (12)           |
| 2023 | Vi       | Sanya     |                |                |                      |